# هاينز شيلينغ
هاينز شيلينغ (بالألمانية: Heinz Schilling)‏ هو مؤرخ العصر الحديث ‏ ومؤرخ ألماني، ولد في 23 مايو 1942 في برغنويشتات في ألمانيا.